# Príncipe Munetaka
Príncipe Munetaka (宗尊亲王, ,  15 de dezembro de 1242 - 2 de setembro de 1274) foi o sexto Shōgun do Shogunato Kamakura da História do Japão.
Munetaka foi o primeiro filho do Imperador Go-Saga e substituiu o deposto Kujō Yoritsugu como Shōgun com 10 anos de idade. Foi um governante fantoche controlado pelos Shikken (regentes) do Clã Hōjō.
- 1252: Hōjō Tokiyori e Hōjō Shigetoki enviaram um representante para acompanhar Munetaka de Kyoto a Kamakura onde seria empossado como Shōgun.

- 1266: Munetaka foi deposto, e seu filho Koreyasu foi empossado como o Shōgun, aos 7 anos de idade.

Munetaka  depois de deposto se tornou um monge budista em 1272. Seu nome era Gyōshō. Se tornou um escritor de poesia Waka.

 